# Saint-Martin-en-Haut
Saint-Martin-en-Haut é uma comuna francesa na região administrativa de Auvérnia-Ródano-Alpes, no departamento de Ródano. Estende-se por uma área de 38,64 km². Em 2010 a comuna tinha 4 074 habitantes (densidade: 105,4 hab./km²).